# Gunta Baško
Gunta Baško (ur. 27 kwietnia 1980 w Rydze) – łotewska koszykarka grająca na pozycji obrońcy (G). Reprezentantka kraju. Obecnie zawodniczka polskiego klubu Ford Germaz Ekstraklasy – TS Wisła Can-Pack Kraków, z którym w sezonie 2010/2011 zdobyła mistrzostwo Polski.
Od 1996 była reprezentantką Łotwy. 2 lipca 2011, po przegranym meczu z Litwą o 8. miejsce na rozgrywanym w Polsce turnieju EuroBasket Women 2011, na pomeczowej konferencji poinformowała o zakończeniu reprezentacyjnej kariery.